# Magdalena Boczarska
Magdalena Jadwiga Boczarska (n. 12 decembrie 1978, Cracovia, Polonia) este o actriță poloneză, care a ajuns să fie cunoscută peste hotare prin serialul polițist german Tatort.

## Filmografie
- 2001: Klinika pod Wyrwigroszem - studentka (odc. 4 Epidemia)
- 2005: Na dobre i na złe - Magda Hertman (odc. 221 Biało-czarni)
- 2005: Pensjonat pod Różą - Zosia Nowacka, narzeczona Bartka (odc. 42 Mezalians. Część I, odc. 43 Mezalians. Część II)
- 2005 - 2006: Tango z aniołem - Kama Jarczyńska
- 2006: Dylematu 5 - Katarzyna
- 2006: Pod powierzchnią - Ania
- 2007 - 2008: Barwy szczęścia - Patrycja, dziennikarka w redakcji Marty
- 2007: Determinator - Marzena Pietruszko
- 2007: Futro - Ania Witkowska, siostra Alicji
- 2007: Testosteron - Alicja
- 2008: 39 i pół - Kicia, sekretarka Katarzyny
- 2008: Teraz albo nigdy! - Ada Tulak
- 2008: Lejdis - Arletta, kochanka Marka
- 2009: Idealny facet dla mojej dziewczyny - Luna
- 2009: Zero
- 2010: Różyczka - Kamila "Różyczka" Sakowicz